# Basquetebol do Académico Futebol Clube
O Basquetebol do Académico Futebol Clube é uma equipa de basquetebol localizada na cidade do Porto, Portugal que atualmente disputa a Proliga. Manda seus jogos no Pavilhão do Académico.

## Temporada por temporada
| Temporada | Nível | Liga    | Posição | Pós-temporada    |
| --------- | ----- | ------- | ------- | ---------------- |
| 2013–14   | 3     | CNB     | 8       |                  |
| 2014-15   | 3     | CNB     | 3       |                  |
| 2015-16   | 3     | CNB     | 1       | Promovidocampeão |
| 2016-17   | 2     | ProLiga | 7       |                  |
| 2017-18   | 2     | ProLiga |         |                  |

Fonte:eurobasket.com

## Ligações Externas
- Basquetebol do Académico Futebol Clube no Facebook